# Callipallene
Genre
Synonymes
- Pallene Johnston, 1837

Callipallene est un genre de pycnogonides de la famille des Callipallenidae.

## Systématique
Le genre Callipallene a été créé en 1929 par T. Thomson Flynn (d), toutefois il n'a fait que renommer le genre Pallene, créé en 1837 par George Johnston, car ce nom de genre était occupé pour y ranger des coléoptères (genre Pallene Gistel, 1848).

## Liste des espèces
Selon World Register of Marine Species (28 mai 2016) :
- Callipallene acribica Krapp, 1975
- Callipallene acus (Meinert, 1898)
- Callipallene africana Arnaud & Child, 1988
- Callipallene amaxana (Ohshima, 1933)
- Callipallene belizae Child, 1982
- Callipallene brevirostris (Johnston, 1837)
- Callipallene bullata Nakamura & Child, 1991
- Callipallene californiensis (Hall, 1913)
- Callipallene catulus Lee & Arango, 2003
- Callipallene cinto Müller & Krapp, 2009
- Callipallene conirostris Stock, 1954
- Callipallene cuspidata Stock, 1954
- Callipallene dubiosa Hedgpeth, 1949
- Callipallene emaciata (Dohrn, 1881)
- Callipallene ersei Bamber, 1997
- Callipallene evelinae Marcus, 1940
- Callipallene fallax Stock, 1994
- Callipallene gabriellae Correa, 1948
- Callipallene longicoxa Stock, 1955
- Callipallene margarita (Gordon, 1932)
- Callipallene micracantha Stock, J.H., 1954
- Callipallene minuta Müller & Krapp, 2009
- Callipallene novaezealandiae (Thomson, 1884)
- Callipallene ovigerosetosus (Hilton, 1942)
- Callipallene pacifica Hedgpeth, 1939
- Callipallene palpida Hilton, 1939
- Callipallene panamensis Child, 1979
- Callipallene pectinata (Calman, 1923)
- Callipallene phantoma (Dohrn, 1881)
- Callipallene producta (Sars, 1888)
- Callipallene sagamiensis Nakamura & Child, 1983
- Callipallene seychellensis Child, 1988
- Callipallene spectrum (Dohrn, 1881)
- Callipallene tiberi (Dohrn, 1881)
- Callipallene tridens Nakamura & Child, 1988
- Callipallene vexator Stock, 1956

## Publication originale
- (en) T. Thomson Flynn, « Pycnogonida from the Queensland coast », Memoirs of the Queensland Museum, Brisbane, Queensland Museum (d), vol. 9, no 3,‎ 1929, p. 252-260 (ISSN 0079-8835 et 2204-1478, OCLC 1362342, 985513980 et 606437228, lire en ligne).